# Tottori Maru
SS „Tottori Maru” – japoński statek towarowy oddany do służby w 1914 roku.
W okresie międzywojennym pływał pod flagą linii Nippon Yūsen Kaisha. W czasie wojny chińsko-japońskiej oraz wojny na Pacyfiku był wykorzystywany do transportu żołnierzy i materiałów wojennych. Jesienią 1942 roku przewiózł 1961 amerykańskich jeńców wojennych z Filipin do Korei i Japonii, przy czym około 30 jeńców zmarło w trakcie rejsu. 15 maja 1945 roku został zatopiony w Zatoce Tajlandzkiej przez amerykański okręt podwodny USS „Hammerhead”.
„Tottori Maru” jest zaliczany do grona tzw. piekielnych statków.

## Dane techniczne
„Tottori  Maru” był statkiem towarowym o długości 128,93 metrów, szerokości 17 metrów i zanurzeniu 8,74 metrów. Jego pojemność wynosiła 5952 BRT (według innych źródeł – 5973 BRT).
Statek był wyposażony w jedną śrubę. Napęd zapewniała maszyna parowa potrójnego rozprężania o mocy 556 NHP, wyprodukowana w zakładach John G. Kincaid & Company w Greenock. Osiągał prędkość 11 węzłów.

## Historia

### Przebieg służby
Budowę statku rozpoczęto w 1913 roku w stoczni Russell & Co. w Port Glasgow. Jeszcze na pochylni został zakupiony przez japońskie linie żeglugowe Nippon Yūsen Kaisha . Wodowanie miało miejsce 25 sierpnia 1913 roku; wtedy też jednostce nadano nazwę „Tottori Maru”. Do służby weszła 19 stycznia 1914 roku .
W czasie I wojny światowej oraz w okresie międzywojennym „Tottori Maru” pływał pod flagą linii NYK. W latach 1917–1923 obsługiwał trasę Bordeaux – Cristóbal – Nowy Jork . Jego portem macierzystym było Tokio.
W sierpniu 1937 roku, w związku z wybuchem wojny chińsko-japońskiej, zarekwirowała go Cesarska Armia Japońska z przeznaczeniem do transportu wojska. W połowie grudnia tegoż roku zwrócono go macierzystym liniom, jednakże pod koniec czerwca 1938 roku zarekwirowano go ponownie. Do służby cywilnej powrócił w maju 1939 roku .
Po raz trzeci Cesarska Armia zarekwirowała statek we wrześniu 1941 roku. W pierwszych miesiącach wojny na Pacyfiku odbywał rejsy do portów Chin, Syjamu i Borneo. W kwietniu 1942 roku uczestniczył w operacjach desantowych na Cebu i Mindanao. 19 maja tegoż roku, podczas samotnego rejsu w pobliżu wyspy Ambulong, został trafiony torpedą przez amerykański okręt podwodny USS „Pickerel”. Mimo stosunkowo poważnych uszkodzeń zdołał o własnych siłach dopłynąć do Manili. Do września przechodził naprawy w Cavite .

### „Piekielny statek”
6 października 1942 roku przy nadbrzeżu nr 7 w porcie w Manili na „Tottori Maru” zaokrętowano 1961 amerykańskich jeńców wojennych, w tym 31 oficerów. Zostali oni sprowadzeni z obozu jenieckiego w Cabanatuan. Większość Amerykanów ulokowano w dwóch ładowniach. Ci dla których zabrakło miejsca, musieli spędzić rejs na pokładzie. Rankiem następnego dnia na „Tottori Maru” zaokrętowano dodatkowo około tysiąc japońskich żołnierzy.
Warunki, w których podróżowali jeńcy, były niezwykle ciężkie. Ładownie były zatłoczone do tego stopnia, iż jeden z Amerykanów wspominał, że „nie sposób byłoby włożyć kartkę papieru pomiędzy dwa ciała”. W tropikalnym upale zbudowany ze stali statek błyskawicznie się nagrzewał, co w połączeniu ze ściskiem powodowało, że w ładowniach z trudem można było oddychać. Na burtach statku rozwieszono prowizoryczne latryny, lecz z powodu tłoku rzadko który jeniec mógł dotrzeć do nich na czas. W konsekwencji musieli załatwiać potrzeby naturalne w ładowniach, a smród nieuprzątniętych odchodów stał się wkrótce tak dotkliwy, iż skarżyć zaczęli się podróżujący statkiem japońscy żołnierze.
8 października statek wypłynął z portu. Warunki panujące w ładowniach szybko doprowadziły jeńców na skraj wytrzymałości. Jeden z Amerykanów próbował popełnić samobójstwo, a w nocy z 8 na 9 października w jednej z ładowni doszło do regularnej bójki. Japońscy żołnierze musieli zagrozić otwarciem ognia, by opanować sytuację. Następnego poranka „Tottori Maru” został zaatakowany przez amerykański okręt podwodny USS „Spearfish”, lecz dzięki umiejętnemu manewrowi zdołał uniknąć wszystkich trzech wymierzonych weń torped . Po tym ataku Japończycy spędzili wszystkich Amerykanów z pokładu i na pewien czas zamknęli ich w ładowniach. Japońscy żołnierze podróżowali w równie ciężkich warunkach co jeńcy, stąd w trakcie rejsu relacje pomiędzy obiema grupami układały się względnie poprawnie.
12 października statek zawinął do portu Takao na Formozie, gdzie wyokrętowano większość japońskich żołnierzy oraz czterech ciężko chorych jeńców. Pozostałym jeńcom nie pozwolono zejść na ląd . W czasie postoju wydawano im racje żywnościowe w wielkości wiadra ryżu i trawy morskiej na 30 osób oraz ośmiu uncji skondensowanego mleka na 45 osób. Zdarzało się, że zdesperowani głodem jeńcy walczyli o żywność. Statek wznowił rejs 15 października. Z nieznanych przyczyn szybko jednak zawrócił, by następnego dnia ponownie zawinąć do Takao. 18 października wznowił rejs, lecz z powodu złej pogody już następnego dnia zawinął do portu Mako na Peskadorach, gdzie spędził ponad tydzień . 26  lub 27 października wypłynął z portu, lecz po raz trzeci zawrócił do Takao. Tym razem jeńcom pozwolono zejść na ląd, a nawet zapewniono mydło i wodę do mycia. W międzyczasie koreańscy robotnicy dezynfekowali i czyścili jednostkę.
30 października „Tottori Maru” wznowił rejs, by 7 listopada zawinąć do Pusan w Korei. 14 oficerów i 1288 żołnierzy zostało wyokrętowanych; dwa dni później przetransportowano ich koleją do obozu jenieckiego w Mukdenie w Mandżurii. Tego samego dnia „Tottori Maru” wyruszył w dalszą podróż. 11 listopada zawinął do portu w Osace, gdzie wyokrętowano pozostałych Amerykanów .
W trakcie 32-dniowego rejsu zmarło około 30 jeńców. Kolejnych pięćdziesięciu musiano pozostawić w szpitalach w Pusan i Takao. W konsekwencji „Tottori Maru” jest zaliczany do grona japońskich „piekielnych statków” (ang. Hellships).

### Dalsze losy
Jesienią 1943 roku „Tottori Maru” pływał w konwojach na Filipiny oraz na archipelag Moluków, skąd przez Formozę powrócił do Japonii. W styczniu 1944 roku Cesarska Marynarka Japońska przejęła go z rąk armii lądowej .
W 1944 roku nadal pływał w konwojach, m.in. na Formozę oraz do Singapuru, Indochin i Holenderskich Indii Wschodnich. Był wykorzystywany m.in. do transportu żołnierzy i sprzętu. W maju rozpoczął remont kadłuba i silników .
1 listopada 1944 roku wypłynął z Takao w konwoju MOMA-06 do Manili. Po drodze konwój był atakowany przez amerykańskie okręty podwodne, jednakże „Tottori Maru” zdołał uniknąć zatopienia. 14 listopada, podczas postoju w Manili, został uszkodzony przez amerykańskie samoloty. Wybuchy bomb naruszyły kadłub i spowodowały śmierć jedenastu członków załogi. Po niezbędnych naprawach statek opuścił port 29 listopada, by po sześciu dniach zawinąć do portu Cap St. Jacques w Indochinach. Od stycznia do marca 1945 roku przechodził remont w Singapurze .

### Zatopienie
30 kwietnia 1945 roku „Tottori Maru” wypłynął z Singapuru pod eskortą stawiacza min „Hatsutaka”. Zawinąwszy do Hà Tiên w Indochinach, pobrał ładunek 500 ton ryżu, po czym 13 maja wyruszył wraz z „Hatsutaką” w rejs powrotny do Singapuru. Rankiem następnego dnia w Zatoce Tajlandzkiej amerykański okręt podwodny USS „Cobia” przeprowadził nieudany atak na stawiacz min. Jeszcze tego samego dnia inny okręt podwodny, USS „Hammerhead”, zaatakował „Tottori Maru”. Japoński statek zdołał jednak wyminąć trzy wystrzelone weń torpedy .
Amerykańska jednostka nie zrezygnowała z pościgu. 15 maja krótko po północy Japończycy dostrzegli okręt podwodny, który usiłował zająć pozycję do ataku. Obie jednostki oddały doń kilka niecelnych strzałów ze swej artylerii pokładowej. Nie zniechęciło to jednak „Hammerheda”, który nadal kontynuował pościg. O godzinie 01:27 „Tottori Maru” otrzymał trafienie torpedą w część dziobową . Zatonął 24 minuty później , na pozycji 09°21′N 102°25′E/9,350000 102,416667. Zginęło 53 członków załogi, w tym dowódca jednostki Hirotake Otsuka. 19 rozbitków zostało uratowanych przez „Hatsutakę” i zabranych do Singapuru .